# Isida Dzsunko
Isida Dzsunko (石田 順子; Hepburn: Ishida Junko) (Japán, 1966. március 11. –) japán válogatott labdarúgó.

## Nemzeti válogatott
1981-ben debütált a japán válogatottban. A japán válogatott tagjaként részt vett az 1981-es Ázsia-kupán. A japán válogatottban 3 mérkőzést játszott.

## Statisztika
| Japán válogatott | Japán válogatott | Japán válogatott |
| Időszak          | Mérk.            | gól              |
| ---------------- | ---------------- | ---------------- |
| 1981             | 3                | 0                |
| Összesen         | 3                | 0                |